# Магрель Микола Андрійович
Магрель Микола Андрійович  («Дон»; 1923, с. Погорільці Золочівського р-ну Львівської обл. — 6 червня 1949, в лісі біля с. Лагодів Перемишлянського р-ну Львівської обл.) — Лицар Бронзового хреста бойової заслуги УПА.

## Життєпис
Освіта — початкова. Член легальних товариств «Сокіл» та «Просвіта» у рідному селі. В роки німецької окупації  впродовж 8 місяців служив у поліції в м. Кельце Свентокшинського воєводства (Польща). Член ОУН, учасник збройного підпілля ОУН із 1944 р. Комендант боївки СБ (1946-01.1949), а відтак референт СБ (01.-06.1949) Глинянського районного проводу ОУН. Вістун (?), старший вістун (31.08.1948) УПА. Загинув внаслідок зради у бою з оперативно-військовою групою МДБ на місці постою боївки. Тіло забране облавниками до Глинян. Місце поховання не відоме.

## Нагороди
- Згідно з Наказом військового штабу воєнної округи 2 «Буг» ч. 1/48 від 10.09.1948 р. комендант боївки СБ Глинянського районного проводу ОУН Микола Магрель — «Дон» відзначений Бронзовим хрестом бойової заслуги УПА.